# Даррен О'Ніл
Даррен О'Ніл (англ. Darren O'Neill; 13 вересня 1985, Кілкенні) — ірландський професійний боксер, призер чемпіонату Європи, чемпіон Євросоюзу.

## Любительська кар'єра
На чемпіонаті Європи 2006 в середній вазі Даррен О'Ніл переміг двох суперників, а у чвертьфіналі програв Фундо Мура (Шотландія).
2008 року Даррен О'Ніл програв Даррену Сазерленду боротьбу за місце в збірній Ірландії в середній вазі на Олімпійських іграх 2008.
На чемпіонаті Європи 2008 в напівважкій вазі О'Ніл поступився в першому бою Ніколайсу Грішунінсу (Латвія).
2009 року став чемпіоном Євросоюзу в середній вазі. На чемпіонаті світу 2009 переміг двох суперників, а у 1/8 фіналу програв Андраніку Акопяну (Вірменія).
На чемпіонаті Європи 2010 завоював срібну медаль.
- В 1/16 фіналу переміг Рональда Гаврила (Румунія) — 4-2
- В 1/8 фіналу переміг Ентоні Огого (Англія) — 10-1
- У чвертьфіналі переміг фаворита турніру Сергія Дерев'янченка (Україна) — 7-6
- У півфіналі переміг Младена Манева (Молдова) — 6-0
- У фіналі програв Артему Чеботарьову (Росія) — 7-16

На чемпіонаті Європи 2011 Даррен О'Ніл переміг двох суперників, а у чвертьфіналі програв Дмитру Митрофанову (Україна).
На чемпіонаті світу 2011 переміг трьох суперників, а у чвертьфіналі програв Рьота Мурата (Японія).
На Олімпійських іграх 2012 програв у першому бою Стефану Гартелу (Німеччина) — 12-19.
2014 року став срібним призером чемпіонату Євросоюзу в напівважкій вазі. На чемпіонаті Європи 2015 у важкій вазі програв у другому бою Євгену Тищенко (Росія).
Не зумів кваліфікуватися на Олімпійські ігри 2016.
На чемпіонаті Європи 2017 програв у першому бою Рамазану Муслімову (Україна).